# Округ Сан Мигел (Њу Мексико)
Сан Мигел (енгл. San Miguel County) је округ у америчкој савезној држави Њу Мексико.

## Демографија
По попису из 2010. године број становника је 29.393, што је 733 (-2,4%) становника мање него 2000. године.
| Група             | 2000.          | 2010.          |
| Белци             | 5.690 (18,9%)  | 5.781 (19,7%)  |
| Афроамериканци    | 236 (0,8%)     | 412 (1,4%)     |
| Азијати           | 163 (0,5%)     | 228 (0,8%)     |
| Хиспаноамериканци | 23.487 (78,0%) | 22.583 (76,8%) |
| Укупно            | 30.126         | 29.393         |